# Kevelaer
Kevelaer este un oraș din landul Renania de Nord-Westfalia, Germania.

## Galerie de imagini

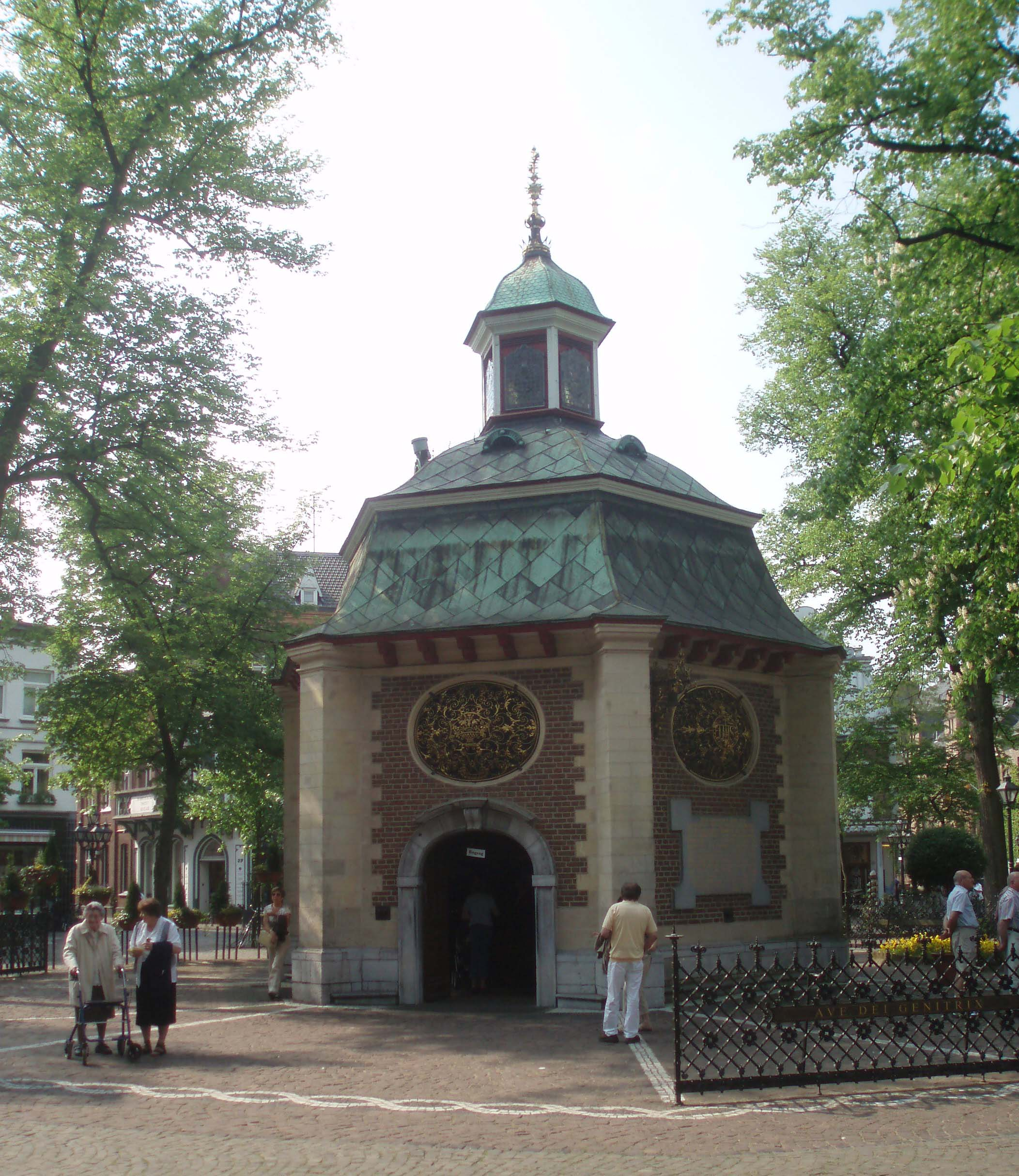
Gnadenkapelle
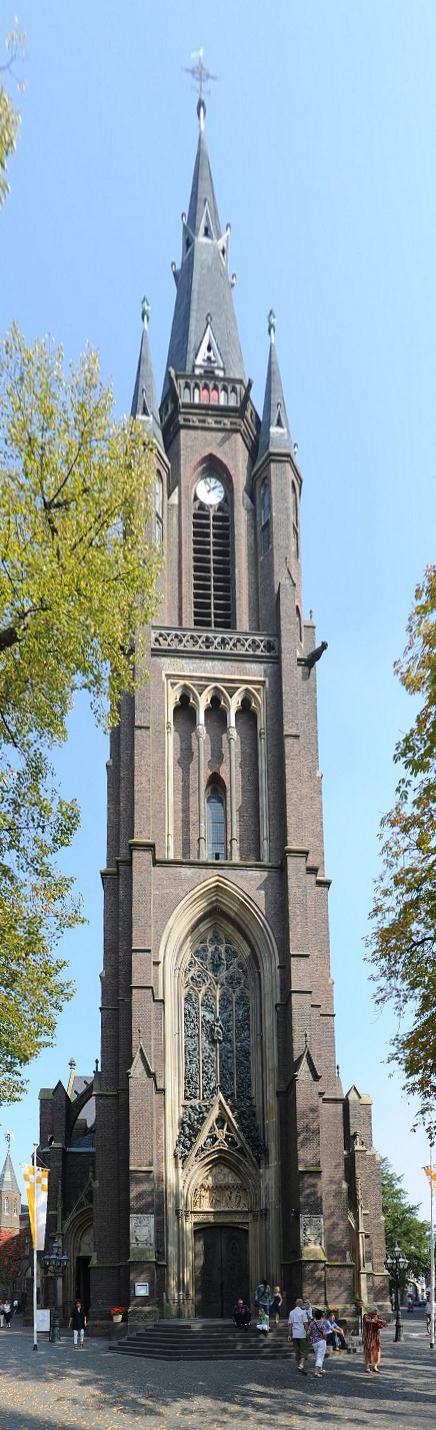
Bazilica